# 內湖 (臺北市文山區)
內湖，是臺灣臺北市文山區的一個古地名，位於該區南部，範圍大致包括試院里、華興里、明義里、明興里、木柵里、木新里、樟林里、樟文里、樟新里、樟樹里、樟腳里、忠順里、順興里、老泉里、指南里。

## 歷史
台灣清治末期，內湖地區為一街庄，稱為「內湖庄」，隸屬於文山堡。該庄北與萬盛庄、興福庄為鄰，東北與為陂內坑庄、阿柔坑庄為鄰，南邊為小格頭庄、青潭庄，西邊為大坪林庄。
1901年（日治明治三十四年）11月，該庄隸屬於深坑廳，除埤腹土名編入第一區外，其餘二十三個土名編入第六區。1903年（明治三十六年）4月，該庄所有土名再合併，區名改稱「內湖區」。1920年（大正九年），該庄改制為「內湖」大字，隸屬於臺北州文山郡深坑庄，大字下有「木柵」、「打鐵寮」、「岐山」、「草南」、「貓空」、「石坡坑」、「苧子園坑」、「石碣坑」、「吊硞坑」、「樟腳」、「石獅腳」、「炮子林」、「番子公館」、「渡船頭」、「阿泉坑」、「待老坑」、「港墘」、「梓湖」、「新厝」、「中崙」、「下崙尾」、「馬明潭」、「溝子口」、「埤腹」小字名。
戰後深坑庄改制為深坑鄉，隸屬於臺北縣，大字亦改制為村。1950年3月，深坑、景美、木柵分治，本地區改屬新成立的木柵鄉。1968年7月，木柵鄉併入臺北市，改稱木柵區，村亦改制為里。1990年3月，景美區與木柵區合併成為文山區。

## 交通
台北捷運貓空纜車南側端點貓空站位於文山舊內湖地區，鄰近居民可由此路線前往動物園站。在該站轉搭文湖線及相關路網可快速前往大台北地區各地，亦可在臺北車站轉搭高鐵、台鐵或客運前往全台各地。
國道3號大致以橫向經過本地區中部山區，境內未設交流道，但新店交流道僅在西部邊界外不遠處，由此可快速前往台灣西部各地。市道106號是連絡林口、瑞芳的道路，經過本地區北部。由該道路往東可前往深坑、平溪、瑞芳等地，往西轉南可前往中和、板橋、新莊、林口等地。

## 政府機構
- 考試院

## 學校
- 世新大學
- 國立臺灣戲曲學院木柵校區
- 景美女中
- 景文高中
- 再興中學及附設國中、國小
- 木柵國中
- 實踐國中
- 木柵國小
- 實踐國小
- 明道國小
- 中山國小

## 相關
- 內湖陂（又名霧裡薛圳）